# 7.º Ejército (Alemania)
El 7.º Ejército (en alemán: 7. Armee Oberkommando) fue un ejército de campo de la II Guerra Mundial de las fuerzas de tierra alemanas.

## Historia

### Origen
El 7.º Ejército fue activado en Stuttgart el 25 de agosto de 1939 con el General Friedrich Dollmann al mando. Al estallar la guerra, el 7.º Ejército defendió la frontera francesa y ocupó el Muro Occidental en la región de la Alta Renania. Al principio de la Campaña del Oeste en 1940, el 7.º Ejército era parte del Grupo de Ejércitos C del General Wilhelm Ritter von Leeb. El 14 de junio de 1940, el Grupo de Ejércitos C atacó la Línea Maginot después de haber sido aislada por unidades blindadas del XXXXI Cuerpo Panzer. Elementos de vanguardia del 7.º Ejército alcanzaron la región en frente a Colmar y después persiguieron partes del 2.º Grupo de Ejércitos francés en Lorena. En la conclusión de la campaña, el 7.º Ejército estaba en Francia oriental. Entre julio de 1940 y abril de 1941, el 7.º Ejército custodió  la región costera en el suroeste de Francia. Desde el 18 de abril de 1941, el 7.º Ejército fue responsable de la defensa costera en Bretaña y Normandía. Para mediados de 1944, el 7.º Ejército era parte del Grupo de Ejércitos B de Erwin Rommel.

### Normandía
Debido a la incertidumbre en el alto mando alemán en relación con las intenciones Aliadas después de los desembarcos del Día-D, el 7.º Ejército realizó la mayoría de sus combates iniciales en Normandía aunque después fue reforzado con el Grupo Panzer Oeste. El 15.º Ejército fue situado en el Paso de Calais, en espera de otro desembarco de los Aliados. Para el 18 de junio, el 7.º Ejército había perdido 97.000 hombres, incluyendo cinco generales. El 28 de junio, el comandante del ejército, el General Dollmann, murió de un ataque al corazón.
Bajo la implacable presión de los Aliados, el 7.º Ejército fue obligado a retroceder lentamente a través del bocage en Normandía. Finalmente, en la Operación Cobra a finales de julio de 1944, la debilitada ala izquierda del 7.º Ejército fue aplastada por un bombardeo aéreo masivo Aliado y después asaltada por el 1.º Ejército de EE. UU. Esto forzó a una retirada alemana y después del fracasado contraataque, el 7.º Ejército fue casi aniquilado en la bolsa de Falaise.
Abandonando lo que quedaba de su equipamiento pesado, los restos destrozados del 7.º Ejército escaparon de la bolsa de Falaise y se retiraron hacia el este a la frontera alemana. Muchos de los supervivientes del 7.º Ejército fueron capturados a principios de septiembre durante la batalla de la bolsa de Mons. Durante el otoño de 1944, el 7.º Ejército adoptó una postura defensiva en la región de Eifel en la frontera belga y luxemburguesa mientras Hitler reunía fuerzas para una ofensiva de invierno en el frente occidental.

### Batalla de las Ardenas
Durante la batalla de las Ardenas consistía de seis Divisiones de Infantería (9.ª, 79.ª, 212.ª, 256.ª, 340.ª y 352.ª), una División de Granaderos Panzer (15.ª), una de División de Paracaidistas (5.ª) y una Brigada Panzer (Granaderos del Führer). Su función era proteger el flanco sur del 5.º Ejército Panzer y la Ofensiva de las Ardenas. Como los otros dos ejércitos alemanes en la ofensiva, el 7.º Ejército sufrió substanciales pérdidas. El 7.º Ejército se defendió contra ataques hacia el norte del 3.º Ejército de EE. UU., pero en último término fracasó en detener al General George S. Patton en su desplazamiento a Bastogne y Houffalize. El 7.º Ejército, sin embargo, logró evitar el cerco y se retiró de nuevo al Muro Occidental.

### Alemania
En enero de 1945, el 3.º Ejército de EE. UU. atacó hacia el este, forzando al 7.º Ejército a retirarse del área de Tréveris hacia la región de Coblenza. Bajo la presión estadounidense, el 7.º Ejército fue obligado a retirarse a través de las áreas de Maguncia y Mannheim. Incapaz de detener los avances estadounidenses en Alemania central durante marzo y abril de 1945, el 7.º Ejército continuó su retirada a través de los valles de los ríos Meno y Lahn, a través de las colinas de Spessart, Fulda, Gotha, y después a través del bosque de Turingia hacia la región entre Leipzig y Hof.

### Rendición
El 7.º Ejército se rindió al 3.º Ejército de EE. UU. en el área del bosque bávaro y el oeste de Bohemia el 8 de mayo de 1945.

## Comandantes
| N.º | Retrato | Comandante                                               | Desde                   | Hasta                 |
| --- | ------- | -------------------------------------------------------- | ----------------------- | --------------------- |
| 1   |         | Generaloberst Friedrich Dollmann (1882-1944)             | 25 de agosto de 1939    | 28 de junio de 1944   |
| 2   |         | SS-Obergruppenführer Paul Hausser (1880-1972)            | 29 de junio de 1944     | 20 de agosto de 1944  |
| 3   |         | General der Panzertruppe Heinrich Eberbach (1895-1992)   | 21 de agosto de 1944    | 30 de agosto de 1944  |
| 4   |         | General der Panzertruppe Erich Brandenberger (1892-1955) | 3 de septiembre de 1944 | 21 de febrero de 1945 |
| 5   |         | General der Infanterie Hans Felber (1889-1962)           | 22 de febrero de 1945   | 25 de marzo de 1945   |
| 6   |         | General der Infanterie Hans von Obstfelder (1886-1976)   | 26 de marzo de 1945     | 8 de mayo de 1945     |